# Constante macabre
Pour les articles homonymes, voir Macabre (homonymie).

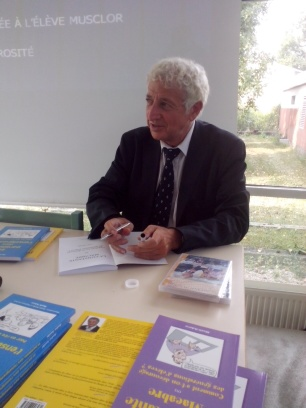
André Antibi considère que ce qu'il appelle « constante macabre » est à l'origine de nombreux échecs scolaires.

La constante macabre est un phénomène qui serait[évasif] observé lors de la notation d'examens, par lequel la proportion de mauvaises notes serait[évasif] similaire quel que soit le sujet de l'examen et quel que soit le correcteur, indépendamment de la qualité véritable des réponses données par ceux qui passent l’examen.
Le terme a été créé en 1988 par André Antibi, chercheur en didactique, qui a publié en 2003 un livre sur le sujet : « Par « constante macabre », j'entends qu'inconsciemment les enseignants s'arrangent toujours, sous la pression de la société, pour mettre un certain pourcentage de mauvaises notes. Ce pourcentage est la constante macabre. »
Ce phénomène de « sociologie dans l'évaluation » a depuis fait l'objet de plusieurs études, notamment dans le cadre de la sociologie de l'éducation,.
Cette théorie met l'accent sur le poids excessif qu'aurait la note et surtout la systématisation des mauvaises notes qui pousserait à la sélection par l'échec avec comme conséquence le découragement et l'exclusion de nombreux élèves. Ce phénomène serait potentiellement présent dans le système éducatif français, belge, africain francophone, espagnol et dans celui de l'Amérique latine.

## Définition
La notion de la constante macabre désigne le fait qu'il existerait[évasif] de manière répandue dans le système éducatif un pourcentage constant de mauvaises notes[Quoi ?], quel que soit le niveau véritable[Quoi ?]
des étudiants par rapport aux connaissances réellement requises.
Autrement dit, les notes se répartiraient à peu près suivant la loi binomiale : une majorité de notes médiane, pas trop mauvaises ou bonnes sans plus, et aux extrémités, peu de très bonnes ou très mauvaises notes. La répartition en loi binomiale peut être naturelle, mais le problème ne réside pas dans la variance mais la moyenne, qui sera fréquemment réajustée à une valeur égale ou inférieure à la moitié de la note maximale[pas clair], sans forcément de corrélation avec le niveau de compétence des étudiants par rapport aux objectifs de connaissance : la moyenne[De quoi ?] ne serait donc pas fixée de façon absolue par rapport à l'ensemble minimal de connaissances à acquérir sur le sujet mais de façon relative au niveau des autres élèves. Cette standardisation artificielle des notes après l'évaluation de l'ensemble des étudiants, plutôt qu'au cas par cas par rapport à un seuil d'éléments de connaissance à acquérir, se retrouve également dans le concept de test en référence à la norme (en) et de la gradation en curve (en).[réf. nécessaire]
Ce concept ne s'adresse pas qu'aux filières élitistes, mais également aux filières généralistes et à tous les niveaux de l'éducation. Cela créerait une sélection relative socialement par rapport aux autres étudiants d'une classe, au lieu d'une sélection absolue, objective par rapport au niveau de connaissances requis.
La constante macabre pourrait être causée par l'environnement sociologique et éducatif (et non pas par la malveillance intrinsèque des enseignants) :
- La tendance à la sanction dans l'examen plutôt que l'émulation des connaissances. Cela pousserait les examinateurs à créer des tests basés non pas sur les connaissances et compétences acquises mais sur des questions pièges voire des connaissances méta-scolaires.
- La crédibilité de l'examen, de l'enseignant ou de l'établissement vis-à-vis de ses pairs et de la société lorsque le taux de réussite ou les notes sont trop hautes, créant une pression qui pousserait à établir un taux constant d'échec dans le but d'augmenter artificiellement la valeur qualitative perçue des enseignements.

La constante macabre mettrait donc « en échec des élèves de façon artificielle », et aurait potentiellement pour résultat un désengagement scolaire des élèves en situation d'échec par un mécanisme proche de l'impuissance apprise.

## Enquêtes et débats
En 2006, André Antibi mène une enquête auprès de 1 900 professeurs dans une vingtaine de régions en France, ayant pour résultat que « 95 % des enseignants répondent que « la constante macabre existe », ce qui signifie qu'ils reconnaissent ce pourcentage systématique de mauvaises notes ».
En octobre 2011, un débat organisé par la SGEN-CFDT a réuni environ 150 enseignants-chercheurs autour de André Antibi afin de discuter du phénomène de la constante macabre,.
En automne 2011, un intérêt public commença à émerger à propos de ce phénomène,,.
Le 11 décembre 2014, André Antibi a été invité à présenter ses travaux sur la constante macabre et les différentes expérimentations d'autres systèmes d'évaluation dans le cadre de la Conférence nationale sur l'évaluation.

## Le système d'évaluation par contrat de confiance (EPCC)
André Antibi a décrit les principaux pièges menant à la constante macabre et proposa un système alternatif d'évaluation évitant la constante macabre et la sanction violente des élèves, intitulé Système d'évaluation par contrat de confiance (EPCC),.
Ce système d'évaluation repose sur un principe de coordination entre l'enseignant et ses étudiants, le but étant de construire un climat de confiance afin de rétablir une confiance dans les capacités de réussite de l'élève : « une semaine avant un contrôle, l'enseignant donne le programme de l'examen à l'élève en choisissant une liste d'exercices déjà corrigés en classe. L'élève n'a plus qu'à refaire les exercices le jour du contrôle et il obtient une très bonne note, en ayant « bien appris ». »
L'EPCC repose donc fondamentalement sur une nette différenciation de la « phase d'apprentissage », durant laquelle les élèves sont mis face à de nouveaux problèmes les incitant à réfléchir, et la « phase d'évaluation », où ceux-ci doivent seulement restituer les connaissances apprises en un temps limité mais possible et non pas réfléchir à des problèmes nouveaux ou des variations.
Les études et expérimentations in situ de la méthode ont prouvé que les élèves bénéficiant de cette méthode avaient le même niveau de réussite aux évaluations nationales.
On peut d'ailleurs rapprocher cette méthode d'évaluation avec la méthode de Spaced learning (en), méthode se basant sur de récentes découvertes en neurosciences et proposant d'améliorer les capacités d'apprentissage des élèves en déroulant plus rapidement le cours, mais en rajoutant avec un espacement d'une dizaine de minutes deux étapes d'évaluations (une avec des cours à trous, l'autre totalement libre) sans notation.

## Circulaire ministérielle
À la rentrée 2011, le Ministère de l'Éducation Nationale français a émis une circulaire initiant un premier pas vers un contrat de confiance dans la notation des élèves en requérant des enseignants qu'ils « veill[ent] particulièrement à ce que les « contrôles » soient annoncés aux élèves et que les points sur lesquels ils porteront aient été travaillés préalablement et soient clairement répertoriés. Ils pourr[ont] également préciser aux élèves quels items de quelle(s) compétence(s) sont visés par chaque évaluation. »

## Critiques de la notion
En France, de nombreuses critiques ont été formulées à l'encontre de la notion de constante macabre et des solutions qui lui sont proposées.
D'une part, certains estiment que l'EPCC n'apporte rien de nouveau aux pratiques déjà ancrées dans le système éducatif français.
D'autre part, la définition de la constante macabre comme étant la répartition en courbe de Gauss des notes est contestée par certains, qui arguent que cette répartition est naturelle puisqu'on peut considérer chaque élève comme une variable iid, tandis que d'autres réfutent cette hypothèse, arguant que cette répartition, bien que normale dans la phase d'apprentissage, est nécessairement artificielle dans la phase d'évaluation.

## Dans la culture
D'autres notions, comme le benchmarking salarial, peuvent être rapprochées de la Constante Macabre par leur aspect d'évaluation compétitive, avec parfois un pourcentage de salariés systématiquement déclarés en échec afin de promouvoir la compétition.
Le manga et série d'animation Assassination Classroom fonde une partie de son intrigue sur l'opposition entre deux types d'enseignements, dont l'un est fondé sur la mise en compétition systématique des élèves d'un lycée, incarné en particulier par l'existence d'une "classe E", dans un bâtiment délabré éloigné du campus principal, où tous les élèves les moins performants sont envoyés.